# Julieta Gómez Bedoya
Julieta Gómez Bedoya de Cortés (Circasia, 1957) es una abogada y política colombiana, quien se desempeñó como Gobernadora Encargada de Quindío, Casanare, Caquetá, Guainía y Chocó.

## Biografía
Nacida en Circasia, Quindío, en 1957, es Abogada de la Universidad La Gran Colombia. Posee una especialización en Gestión Pública de la Escuela Superior de Administración Pública y en Derecho Administrativo de la Universidad Santo Tomás.
Fue asesora del Instituto de Crédito Territorial y profesora de la Universidad del Quindío. En plano político, está afiliada al Partido Liberal y fue Alcaldesa de Circasia en dos mandatos: Por decreto, en 1984, y por voto popular en el período 1992-1994. También ha sido Secretaria de Educación de Armenia y Gobernadora Encargada de Quindío.
Siendo asesora del Ministerio del Interior, el 13 de septiembre de 2011, fue designada como Gobernadora Encargada de Guainía por el gobierno de Juan Manuel Santos, en reemplazo del destituido Iván Vargas Silva. En octubre de 2013 fue designada Gobernadora Encargada de Chocó por Santos.
Así mismo, en marzo de 2010 y febrero de 2013 fue Gobernadora Encargada de Casanare, la primera designada en el cargo por el gobierno de Álvaro Uribe y en la segunda ocasión por el presidente Santos.
En 2014 fungió como Gobernadora Encargada de Caquetá.